# The Future
The Future är Leonard Cohens nionde studioalbum, släppt 1992. 
Tre av låtarna från albumet, "The Future", "Waiting for the Miracle" och "Anthem", användes 1994 i Oliver Stones film Natural Born Killers.

## Låtlista
1. "The Future" - 6:41
2. "Waiting for the Miracle" (Cohen/Sharon Robinson) – 7:42
3. "Be for Reall" (Frederick Knight) – 4:29
4. "Closing Time" – 5:58
5. "Anthem" – 6:06
6. "Democracy" – 7:13
7. "Light as the Breeze" – 7:14
8. "Always" (Irving Berlin) – 8:02
9. "Tacoma Trailer" – 5:57

- Samtliga låtar skrivna av Leonard Cohen, om inte annat anges.

## Medverkande
Musiker
- Leonard Cohen – sång, programmering, saxofon, violin
- Bob Metzger, Paul Jackson Jr., Dean Parks, Dennis Herring – gitarr
- Freddie Washington, Bob Glaub, Lee Sklar – basgitarr
- Steve Lindsey, Greg Phillinganes, Jeff Fisher, Randy Kerber, John Barnes, James Cox, Mike Finnigan, Stephen Croes – keyboard
- Steve Meador, James Gadson, Vinnie Colaiuta, Ed Greene – trummor
- Lenny Castro – percussion
- Brandon Fields, Lon Price – tenorsaxofon
- Greg Smith – baritonsaxofon
- Lee Thornburg – trumpet, trombon
- Bob Furgo – violin
- Anjani Thomas, Jacquelyn Gouche-Farris, Tony Warren, Valerie Pinkston-Mayo, Julie Christensen, Perla Batalla, David Morgan, Jennifer Warnes, Edna Wright, Jean Johnson, Peggi Blu – bakgrundssång
- The L.A. Mass Choir – kör; dirigent: Donald Taylor

Produktion
- Leonard Cohen, Steve Lindsey, Yoav Goren, Rebecca De Mornay, Bill Ginn – musikproducent
- Leanne Ungar – musikproducent, ljudtekniker, ljudmix
- Eric Anest, Richard Cottrell, David Shober, Ian Terry, Richard Cottrell – ljudtekniker
- Bernard Grundman – mastering
- Diane Lawrence – omslagskonst
- Michael Petit – omslagsdesign